# Wilkes County 160 1955
Wilkes County 160 1955 var ett stockcarlopp ingående i Nascar Grand National Series (nuvarande Nascar Cup Series) som kördes 3 april 1955 på den 0,625 mile (1005,84 meter) långa ovalbanan North Wilkesboro Speedway i North Wilkesboro, North Carolina. Totalt avverkades 100 miles (160,934 km) fördelat på 160 varv. Banunderlaget var dirt. Loppet vanns av Buck Baker i en Oldsmobile på tiden 1:22.03 körande för Bob Griffin. Bakers snitthastighet var 73,126 mph. Han tog ledningen redan på det första varvet av loppet och höll den sedan ända in i mål. Prispotten uppgick till 3800 dollar, varav 1000 dollar gick till segraren.

## Resultat
| Plc     | Nr   | Förare          | Team/ bilägare    | Konstruktör | Start | Varv | Ledda varv |
| ------- | ---- | --------------- | ----------------- | ----------- | ----- | ---- | ---------- |
| 1       | 87   | Buck Baker      | Bob Griffin       | Oldsmobile  | 2     | 160  | 160        |
| 2       | 3    | Dick Rathmann   | John Ditz         | Hudson      | 8     | 160  | 0          |
| 3       | 99   | Curtis Turner   | Raymond Parks     | Oldsmobile  | 7     | 156  | 0          |
| 4       | 42   | Lee Petty       | Petty Enterprises | Chrysler    | 10    | 155  | 0          |
| 5       | 28   | Eddie Skinner   | Frank Dodge       | Oldsmobile  | 17    | 154  | 0          |
| 6       | 98   | Dave Terrell    | Dave Terrell      | Oldsmobile  | 20    | 152  | 0          |
| 7       | 5    | Jimmie Lewallen | Joe Blair         | Mercury     | 15    | 151  | 0          |
| 8       | 460  | Gene Simpson    | i.u.              | Plymouth    | 22    | 151  | 0          |
| 9       | 88   | Joel Million    | Ernest Woods      | Oldsmobile  | 9     | 144  | 0          |
| 10      | 59   | Blackie Pitt    | Brownie Pitt      | Oldsmobile  | 16    | 140  | 0          |
| 11      | 58   | Tommy Ringstaff | J.B. Cunningham   | Packard     | 14    | 126  | 0          |
| 12      | 72   | John Dodd Sr.   | John Dodd Sr.     | Hudson      | 12    | 109  | 0          |
| 13      | 300  | Tim Flock       | Carl Kiekhaefer   | Chrysler    | 13    | 106  | 0          |
| 14      | 18   | Herb Thomas     | Arden Mounts      | Hudson      | 11    | 105  | 0          |
| 15      | 80   | Jimmy Thompson  | i.u.              | Hudson      | 19    | 84   | 0          |
| 16      | 78   | Jim Paschal     | Ernest Woods      | Oldsmobile  | 6     | 70   | 0          |
| 17      | 73   | John Dodd Jr.   | John Dodd Sr.     | Hudson      | 13    | 64   | 0          |
| 18      | 55   | Junior Johnson  | Jim Lowe          | Oldsmobile  | 4     | 58   | 0          |
| 19      | B-29 | Dink Widenhouse | Dink Widenhouse   | Oldsmobile  | 1     | 56   | 0          |
| 20      | 14   | Fonty Flock     | Frank Christian   | Chevrolet   | 5     | 33   | 0          |
| 21      | 6    | Ralph Liguori   | Ralph Liguori     | Dodge       | 18    | 16   | 0          |
| 22      | 57   | Boyce Hildreth  | Boyce Hildreth    | Hudson      | 21    | 5    | 0          |
| Källor: |      |                 |                   |             |       |      |            |